# Adolf Korompay
Adolf Korompay (14. července 1800 Krnov, Rakouské Slezsko – 4. srpna 1864 Vídeň) byl rakouský stavitel a architekt.

## Životopis
Adolf Korompay byl synem radního a zastupitele Jana Korompaye a jeho manželky Josefy Wilschové a pocházel z Rakouského Slezska. V roce 1826 postavil svůj první známý dům ve Vídni. V roce 1834 se stal vídeňským občanem a získal licenci stavitele. Od roku 1836 byl členem stavebního a zednářského družstva. Své stavby si sám navrhoval. U jeho nejznámějších staveb byl pouze stavitelem, jako je Palais Coburg ve Vídni. Jeho stavby představují období pozdního klasicismu.
Poprvé se oženil v roce 1825, jeho manželkou byla Aloisie Basslingerová. V roce 1828 se podruhé oženil s Zuzanou Picklovou, se kterou měl syna Gustava von Korompaye. Zemřel ve Vídni v roce 1864.

## Dílo

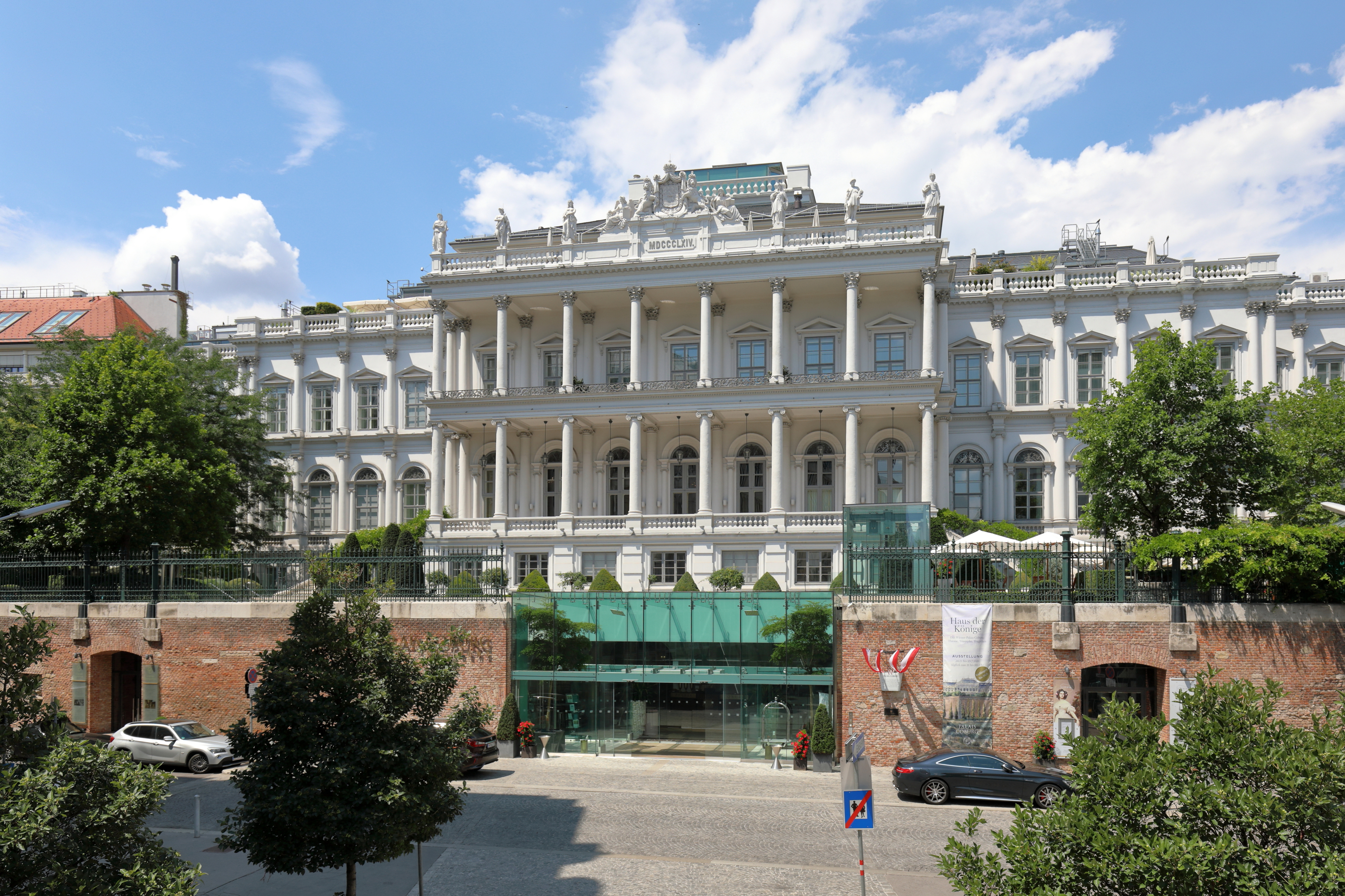
Koburský palác ve Vídni (1839–1845)

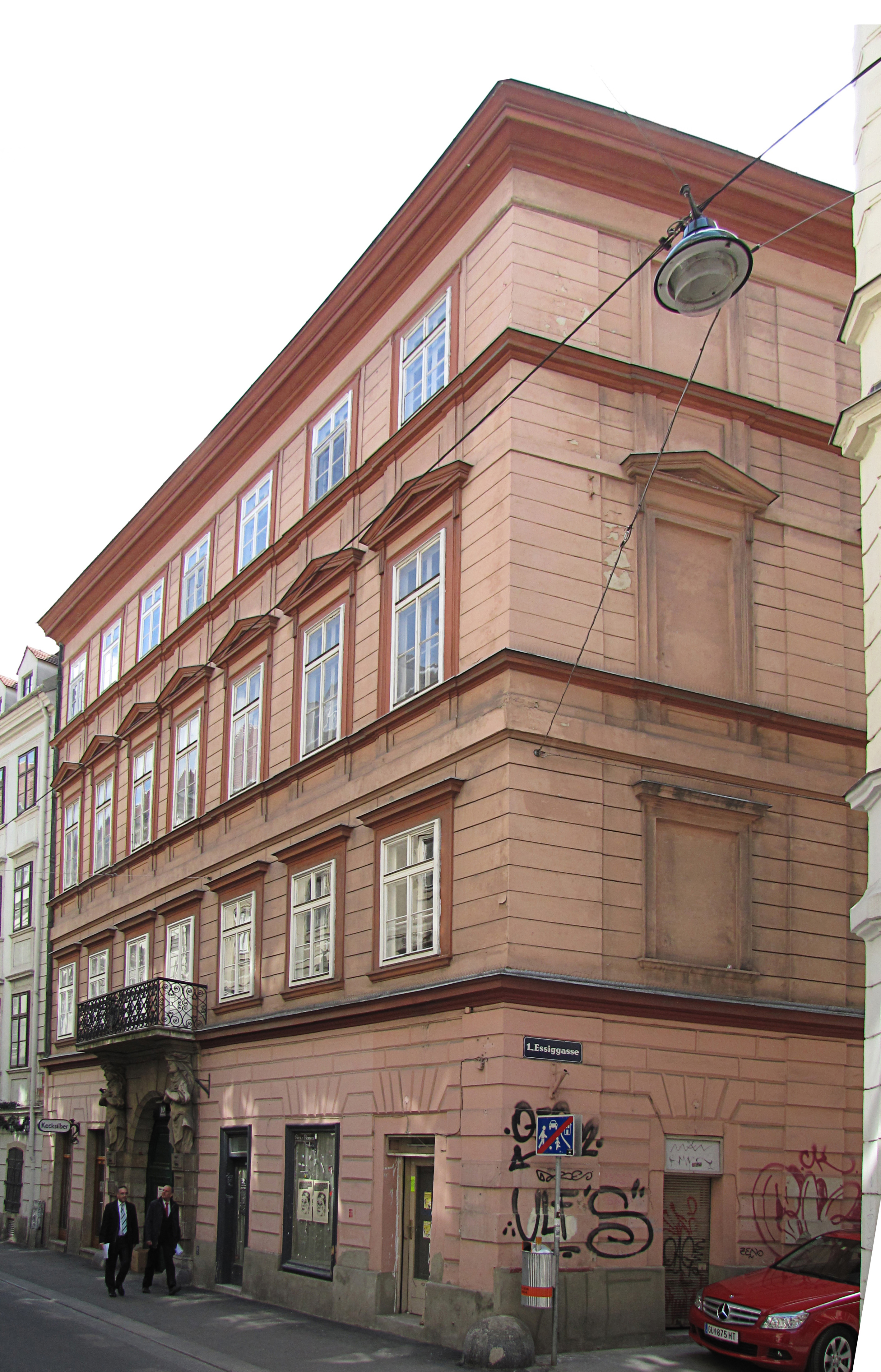
Nimptschovský palác ve Vídni (1838)

- První Korompayův dům, Thurngasse 3, Vídeň 9 (1826)
- Währingský hřbitov, portál, Vídeň 18 (1827), dnes Schubertpark
- Währingský hřbitov, dům hrobníka a kaple (1829)
- Obytný dům, Josefstädter Straße 11, Vídeň 8 (1836–1837), památkově chráněná budova
- Nimptschovský palác (Palais Nimptsch), Bäckerstraße 10, Vídeň 1 (1838), přístavba a přepracování fasády
- Koburský palác (Palais Coburg), Seilerststätte 1–3, Wien 1 (od roku 1839),
- Obytný dům, Loidoldgasse 4, Vídeň 8 (1840)
- Obytný dům, Lenaugasse 10, Vídeň 8 (1841)
- Bývalý Vrchní celní úřad (Hauptzollamt), Vídeň 3 (1840–1844), zbořen
- Druhý Korompayův dům, Thurngasse, Vídeň 9 (1850)